# ブータン地方政府法 (2009)
ブータン地方政府法 (ゾンカ語: འབྲུག་གི་ས་གནས་གཞུངས་སྤྱི་མོ་ཅན་མ་; ワイリー方式: 'brug-gi sa-gans-gzhungs can-ma) は2009年9月11日、ブータン国会により制定された。目的は中央の権力を地方に分散し、地方分権を確立することである。 ゾンカク、ドゥンカク、ゲオ、チオ、トムデなど、ブータンの行政区画に関する最も新しい法律である。2014年に一部修正された。

## 法律の規定
ブータン地方政府法は、20のゾンカク（県）それぞれについて、地方政府を設置する。各地方政府を監督するのは内務文化省である。この法律は、すべての地方政府に、国民総幸福量の増加、民主的かつ責任ある行政、文化と伝統の保存、開発促進、公衆衛生、および法律によって定められた国民の義務を果たすよう求める。地方政府は原則として議長1名および副議長1名を首長とする。それぞれに仕える役人は、地方政府議会およびブータン国会のために忠実に働く。 地方政府は行政区画に過ぎず、法律を作ることはできない。ただし国会が制定した法律に基づいてルールや規則を作ることは妨げない。地方政府議員の年齢は25ー65歳、任期は5年間または地方政府が解散されるまでとする。

### ゾンカク（県）政府
県議会（ゾンカク・ツォグドゥ、Dzongkhag Tshogdu）を県の最高意志決定機関とする。県議会は各ゲオから選挙で選ばれたガプ（Gup、ゲオの首長）とマンミ（Mangmi、ゲオの助役）、ゾンカク・トムデ、ゾンカク・エンラ・トムデの代表各1名からなる。県議会の役割は社会秩序と経済発展のバランスをとること、産業の振興、消費者の保護、行政活動の調整、ゲオの規則・条例の見直し、県を代表して国民投票に参加することなどである。県議会は住民の健康や治安を守るための規則の作成、環境汚染の監視、環境美学の広報、放送メディア、ギャンブルの規制などを行う。県議会は県の財政に責任を負う。さらに、ゾンカクの高官として国王から指名されたゾンダグ（Dzongdags、知事）を監督する。ゾンダグは逆に、法と秩序が維持されているか、ディグラム・ナムザ（ブータンの礼）が守られているか、監視する。

### ゲオ（郡）政府
ゲオ議会（Gewog Tshogde）は、ガプとマンミに加え、5人から8人、あるいはそれ以上の選挙で選ばれた議員（Tshogpas）からなる。ゲオ議会はゾンカク議会と同じく、住民に対して公衆衛生や治安に関するルールを守らせることと、経済的な発展を支援することが役割である。飲料水、灌漑用水、鉱山、住民のレクリエーション、建築、土地利用、農業などを管理・監督する。5か年計画にもとづいて予算を分配し、公共事業のための労働者を育成する。予算の使い方や開発の内容については財務省によるチェックを受ける。土地、建物、牛、放牧、娯楽、広告（新聞、印刷物、ラジオ、インターネットによるものをのぞく）その他に対する課税を行う。

### トムデ（市）政府
地方政府法 (2009)では、ゾンカク、ゲオに関しては従来の法律からの実質的な変更はない。しかしゲオより下位の行政区画については大幅な変更が加えられた。
最も下位の行政区画であるトムデはゾンカク・エンラ（Yenlag）・トムデとゾンカク・トムデがにわけられる。後者はさらに人口や経済発展の度合いによってクラスA・トムデとクラスB・トムデにわけられる。クラスA・トムデは、選挙で選ばれた7人から10人の議員からなるトムデ議会によって統治されることになった。首長をトンポンと呼ぶ。いっぽう、クラスB・トムデとエンラ・トムデはゾンカク、またはゲオが直接統治する。トムデの境界線は、国会により、ときどき変更される。
トムデ議会は、広告を規制し、公衆衛生と治安に関するルールを定め、土地や資産、およびその「改良」に税金をかけ、資産の売買には売上税をかける。まだ開発されていない土地や遊休地には課税して開発を促す。予算が経済活動活発化のために使われる。

### その他の規定
地方政府法 (2009) は地方政府の解散についても定める。住民投票を行うためには、地域住民の半数以上の署名を集めてブータン選挙委員会に申請する。認められれば、1か月以内にイエスかノーかの投票を行う。解散のためには3分の2以上の「ノー」が必要である。地方政府が解散されたら、90日以内に新しく作らなければならない。
地方政府法 (2009) は議員の役割と責任についても具体的に定めている。議会の運営、投票のやり方、議事録や決議の記録のしかた。議会に透明性をもたせ、説明責任を果たすこと。情報を開示し、住民を参加させること。 それぞれのレベルの地方政府に事務局をおき、公務員を適切に配置することなどである。
地方政府法 (2009)にはドゥンカク、チオチオについての規定はない。地方政府法 (2007)ではドゥンカクはゾンカクの、チオはゲオの下位の区分であるとされていた。このふたつの区分は完全に廃止されたわけでなく、ドゥンカクは司法区画（ドゥンカク裁判所）として、チオは選挙区として残されている。

## これまでの法律と地方政府
地方政府法 (2007)をはじめとして、地方政府法 (2009)以前の、ブータンの地方政府に関する多数の法律は全て無効になった。
1956年まで、ブータンはペンロプを首長とする9つの州からなっていた。Byakar (現在のブムタン県中央部)、 Dukye、ハ、パロ、プナカ、ダガナ、ティンプー、トンサ、そしてワンデュ・ポダン。その後ゾンカク（県）に再編成された。1987年8月、ガサ県がプナカ県とティンプー県に分かれた。サムツェ県 、パロ県 そしてティンプー県の一部が合併してチュカ県ができた。 1992年、プナカ県から分離してガサ県が復活した。 タシ・ヤンツェ県がタシガン県から分離した。
2002年の法律で、ゾンカクとゲオという行政区画の基本的な構造と機能が決められた。すなわち、役所の業務、選挙と議会、権力のおよぶ範囲、役割と責任、そして地方政府の使命に関するもので、その後法改正された時も基本的な内容は受け継がれた。
地方自治法 (2007)はゾンカクとゲオの中間にあたるドゥンカクという行政区画を規定し、ドゥンパとよばれる首長に統治されるとした。また、ゲオをさらにチオという区画に分けた。地方自治法 (2009)からドゥンカクとチオは削除されたが、その他の部分についてはおおむねそのまま継承された。